# Spoorlijn 67
Lijn 67 was een spoorlijn gelegen in Henegouwen. Het begin van de lijn lag in Komen (België), waar de lijn splitste met spoorlijn 69 en liep vanaf daar richting de Franse grens bij Armentières.

## Geschiedenis
De lijn werd geopend op 1 november 1870. Tot 1937 heeft er grensoverschrijdend reizigersverkeer plaatsgevonden, tot 1950 vond dit plaats op het Belgische gedeelte van de lijn. In 1988 reed de laatste goederentrein tussen Komen en Armentières, waarna de sporen in 1991 werden opgebroken. De lijn was enkelsporig uitgevoerd en is nooit geëlektrificeerd en heeft ook het lijnnummer 69A gehad.

## Aansluitingen
In de volgende plaatsen was er een aansluiting op de volgende spoorlijnen:
Komen
Spoorlijn 68 tussen Komen en Komen grens
Spoorlijn 69 tussen Y Kortrijk-West en Abele
Warneton
Spoorlijn 69B tussen Warneton en Nieuwkerke
Le Touquet
RFN 298 000 tussen Armentières en Houplines